# Ola Aina
Temitayo Olufisayo Olaoluwa "Ola" Aina, född 8 oktober 1996 i Southwark, London är en engelsk-nigeriansk fotbollsspelare som spelar för Nottingham Forest. Han representerar även det nigerianska landslaget.

## Karriär
Den 11 september 2020 lånades Aina ut av Torino till Fulham på ett låneavtal över säsongen 2020/2021. Den 22 juli 2023 värvades Aina av Nottingham Forest, där han skrev på ett ettårskontrakt. I maj 2024 förlängdes kontraktet med ett år.